# Alexandre da Grécia
Alexandre (Atenas, 1 de agosto de 1893 – Atenas, 25 de outubro de 1920) foi o Rei da Grécia de 1917 até sua morte. Era o segundo filho do rei Constantino I e sua esposa a princesa Sofia da Prússia.
Alexandre nasceu no Palácio de Tatoi, a 15 km de Atenas e quando jovem serviu no exército grego, alcançando distinção na Primeira Guerra Balcânica. Ele sucedeu seu pai em 1917 durante a Primeira Guerra Mundial, logo depois de a Tríplice Entente e dos seguidores de Elefthérios Venizélos terem forçado para o exílio, seu pai, Constantino, e seu irmão mais velho Jorge, Príncipe Herdeiro. Sem nenhuma experiência política real, o novo rei perdeu seus poderes e foi efetivamente aprisionado em seu próprio palácio. Como primeiro-ministro, Venizélos era o verdadeiro governante com o apoio da Tríplice Entente. Mesmo sendo um rei-marionete, Alexandre apoiou as tropas gregas contra a Bulgária e o Império Otomano. A extensão territorial da Grécia cresceu consideravelmente em seu reinado após a vitória da Entente e o início da Guerra Greco-Turca de 1919-22.
Alexandre casou-se em 1919 com a plebeia Aspasia Manos, provocando controvérsias e um grande escândalo que forçou o casal a deixar a Grécia por vários meses. Ele foi mordido por um macaco-de-gibraltar e morreu de sepse pouco depois de voltar ao país com a esposa. A morte súbita do soberano levou a questões sobre a sobrevivência da monarquia e contribuiu para a queda do regime de Venizélos. Constantino I foi então restaurado como rei, após uma eleição geral e um referendo.

## Início de vida

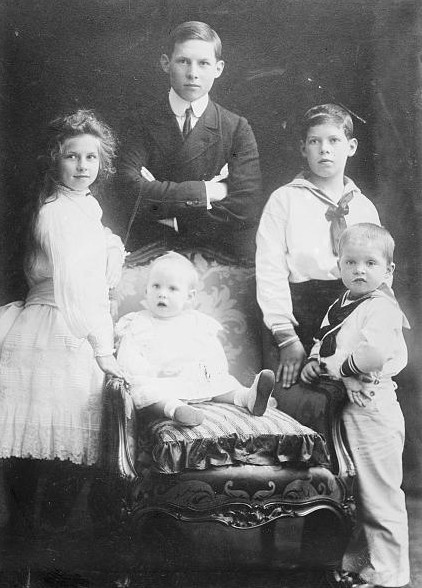
Os filhos de Constantino em 1905. Em sentido horário: Helena, Jorge, Alexandre, Paulo e Irene

Alexandre nasceu no Palácio de Tatoi, a 15 km de Atenas, no dia 1 de agosto de 1893, sendo o segundo filho de Constantino, Príncipe Herdeiro da Grécia e de sua esposa, a princesa Sofia da Prússia. Ele era parente de várias famílias reais europeias: seu pai era o filho mais velho e herdeiro aparente do rei Jorge I da Grécia e de sua esposa a grã-duquesa Olga Constantinovna da Rússia; sua mãe era filha do imperador Frederico III da Alemanha e de sua esposa Vitória, Princesa Real do Reino Unido. Constantino era neto do rei Cristiano IX da Dinamarca e primo do rei Jorge V do Reino Unido e do imperador Nicolau II da Rússia. Sua mãe era irmã do imperador Guilherme II da Alemanha, que por sua vez também era primo de Jorge V através da rainha Vitória do Reino Unido.
Os primeiros anos de Alexandre foram passados no Palácio Real de Atenas e em Tatoi. Ele acompanhou seus pais a várias viagens ao exterior e regularmente visitava o Castelo Friedrichshof, casa de sua avó materna, que tinha carinho especial por seu neto grego.
Ele era bem próximo de sua irmã mais nova, a princesa Helena, porém não tinha tanta afeição com seu irmão mais velho, Jorge, com quem tinha pouco em comum. Enquanto seu irmão era uma criança séria e pensativa, Alexandre era extrovertido e travesso; ele fumava cigarros feitos de mata-borrão, incendiava a sala de jogos do palácio e certa vez perdeu o controle de um carrinho de brinquedo em que ele e seu irmão Paulo estavam brincando enquanto desciam por um morro, jogando o bebê dentro de um espinheiro.

## Carreira militar
Alexandre era o terceiro na linha de sucessão atrás de seu pai (Constantino I) e de seu irmão mais velho (Jorge II). Sua educação foi custosa e cuidadosamente planejada, porém enquanto Jorge passou parte de seu treinamento militar no Império Alemão, Alexandre foi educado na Grécia. Ele ingressou na prestigiada Academia Militar Helênica, onde vários de seus tios haviam estudado e onde ele ficou conhecido mais por suas habilidades mecânicas do que por suas capacidades intelectuais. Ele era apaixonado por carros e motores, tendo sido um dos primeiros gregos a comprar um automóvel.
Alcançou distinção em combate durante a Primeira Guerra Balcânica entre 1912 e 1913. Como jovem oficial ficou designado, junto com seu irmão Jorge, como ajudante de seu pai; acompanhando Constantino à frente do Exército da Tessália durante a captura da cidade de Salonica no final de 1912. O rei Jorge I foi assassinado na Salonica em março de 1913 e o pai de Alexandre ascendeu ao trono como rei Constantino I.

### Aspasia Manos
Alexandre se reencontrou com sua antiga amiga de infância Aspasia Manos em 1915 em uma festa realizada em Atenas pelo marechal Theodore Ypsilantis. Ela tinha acabado de voltar para a Grécia depois de estudar na França e na Suíça, sendo considerada como muito bonita por seus contemporâneos. Ela era filha do coronel Petros Manos, mestre dos cavalos de Constantino, e de sua esposa Maria Argyropoulos. Alexandre, então com 21 anos, ficou apaixonado e para seduzi-la, foi até a ilha de Spetses onde a família Manos passou as férias daquele ano. Aspasia inicialmente resistiu as investidas; apesar de considerado muito bonito por seus contemporâneos, Alexandre tinha a reputação de mulherengo por causa de casos passados. Ele, mesmo assim, conseguiu conquistá-la e o casal secretamente ficou noivo. Entretanto, era inconcebível para seus pais e para grande parte da sociedade europeia da época, que um príncipe se casasse com uma pessoa vinda de uma diferente classe social, ou seja, uma plebeia.

### Primeira Guerra Mundial

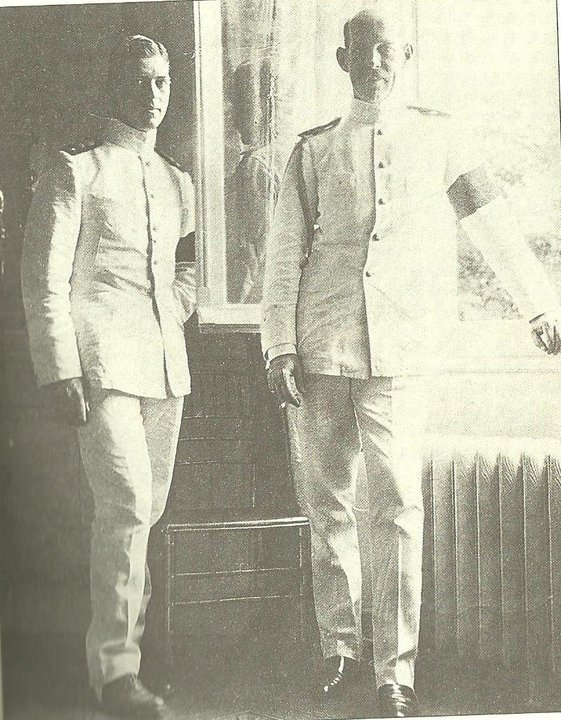
Alexandre e Constantino I da Grécia, na década de 1910.

Constantino seguiu uma política formal de neutralidade durante a Primeira Guerra Mundial, porém era abertamente benevolente com o Império Alemão, que estava lutando ao lado da Áustria-Hungria, Itália e Império Otomano contra a Tríplice Entente formada pela Rússia, França e Reino Unido. Constantino era cunhado de Guilherme II e havia se tornado um germanófilo depois de realizar treinamentos militares na Prússia. Sua atitude pró-germânica criou um conflito do rei com seu primeiro-ministro Elefthérios Venizélos, que desejava apoiar a Entente na esperança de expandir o território do país para incorporar as minorias gregas no Império Otomano e nos Bálcãs. Venizélos formou em 1916 um governo paralelo ao rei com a proteção dos países da Entente, principalmente da França.
Partes da Grécia foram ocupadas por forças da Entente, porém Constantino se recusou a alterar sua política e passou a receber oposição cada vez maior dos aliados e dos apoiadores de Venizélos. Um ataque incendiário contra o Palácio de Tatoi ocorreu em julho de 1916 e a família real escapou por pouco das chamas; Alexandre não ficou ferido, porém sua mãe salvou por pouco a princesa Catarina ao carregá-la pela floresta por mais de dois quilômetros. Dezesseis pessoas morreram, entre funcionários do palácio e bombeiros (chamados para conter o fogo).
Charles Jonnart, alto comissário da Entente na Grécia, ordenou em 10 de junho de 1917 que Constantino entregasse o poder. O rei cedeu com a ameaça da invasão de Pireu e concordou em ir para o exílio, porém sem oficialmente abdicar da coroa. Os aliados queriam se livrar de Constantino mas não desejavam criar uma república grega, procurando assim substituí-lo por outro membro da família real. Jorge, Príncipe Herdeiro, também foi excluído porque acreditava-se que ele era pró-germânico assim como o pai. Ao invés disso, eles consideraram colocar no poder o irmão do rei o príncipe Jorge, mas ele havia se cansado da vida pública durante seu difícil período como alto comissário de Creta entre 1901 e 1905; além disso, ele procurou permanecer leal ao irmão e categoricamente se recusou a aceitar o trono. Dessa forma, Alexandre, o segundo filho de Constantino, foi escolhido para ser o novo monarca.

## Reinado

### Ascensão

Monograma real de Alexandre

A retirada de Constantino não foi apoiada de forma unânime pelos países da Tríplice Entente: enquanto a França e o Reino Unido não impediram as ações de Jonnar, o Governo Provisório Russo protestou oficialmente a Paris. Petrogrado exigindo que Alexandre não recebesse o título de rei, mas apenas o de regente, a fim de preservar os direitos do soberano deposto e do Príncipe Herdeiro. Os protestos da Rússia foram ignorados e Alexandre ascendeu ao trono grego.
Alexandre prestou, na tarde do dia 11 de junho de 1917, o juramento de lealdade à constituição grega no salão de baile do Palácio Real. Estavam presentes apenas Teócleto I, o Arcebispo de Atenas e a pessoa que administrou o juramento, Constantino, Jorge e o primeiro-ministro Aléxandros Zaímis. Não houve festividades. Alexandre, então com 23 anos de idade, estava rouco e chorando quanto fez a declaração. Ele sabia que a Entente e os apoiadores de Venizélos seriam aqueles que deteriam o verdadeiro poder e que seu pai e irmão não haviam renunciado suas reivindicações ao trono. Constantino disse ao filho para ele se considerar um regente ao invés do verdadeiro monarca.
Na noite depois da cerimônia, a família real decidiu deixar o palácio de Atenas e ir para Tatoi, porém os habitantes da cidade foram contra o exílio e multidões se formaram do lado de fora da residência para impedir que Constantino e sua família deixassem o país. O antigo rei e a família escaparam desapercebidos no dia 12 de junho ao fingirem que sairiam por um portão quando na verdade escaparam por outro. Constantino disse novamente a Alexandre, em Tatoi, que ele não se considerasse como o verdadeiro detentor da coroa. Foi a última vez que o jovem rei interagiu diretamente com sua família. Constantino, sua esposa e seus filhos chegaram no porto de Oropo no dia seguinte e partiram para o exílio.

### Rei marionete
Alexandre encontrou-se isolado longe de seus pais e irmãos. A família real permaneceu impopular com os apoiadores de Venizélos, e representantes da Entente aconselharam que os tios do novo rei, particularmente o príncipe Nicolau, também deixassem o país. Eventualmente todos seguiram Constantino no exílio. A criadagem real foi gradualmente substituída por inimigos do antigo rei, com os aliados de Alexandre estando presos ou distantes. Retratos da família real foram removidos de prédios públicos e os novos ministros de Alexandre abertamente o chamavam de "filho de um traidor".

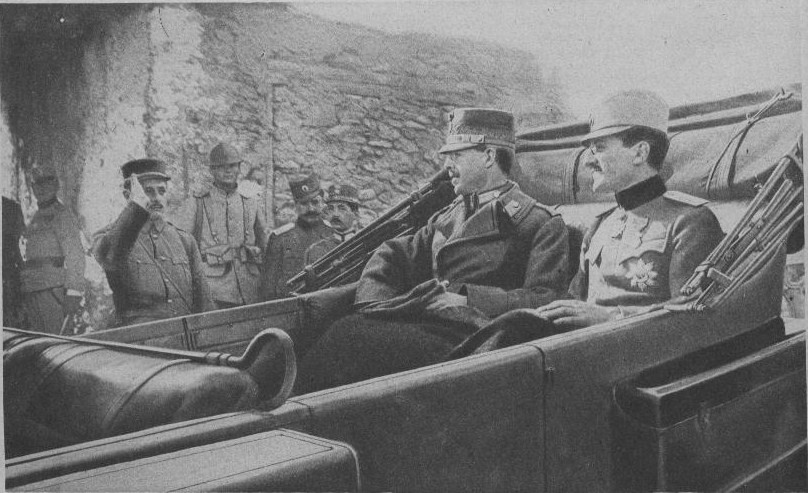
Alexandre (esquerda) junto com Alexandre, Príncipe Herdeiro da Iugoslávia em maio de 1918 no fronte macedônio.

O rei foi forçado em 26 de junho a nomear Venizélos como o chefe de governo. Apesar das promessas feitas pela Entente na partida de Constantino, o antigo primeiro-ministro Zaímis foi efetivamente forçado a renunciar quando Venizélos voltou para Atenas. Alexandre imediatamente foi contra as visões de seu primeiro-ministro e Venizélos, irritado pelas reclamações, ameaçou retirá-lo do trono e estabelecer um conselho regencial em nome de seu irmão Paulo, então ainda menor de idade. Os países da Entente intervieram e pediram para o político voltar atrás, permitindo que Alexandre mantivesse a coroa. O monarca rapidamente se tornou um prisioneiro dentro de seu próprio palácio enquanto os apoiadores do primeiro-ministro o espiavam dia e noite, com suas ordens sendo ignoradas.
Alexandre não tinha experiência em assuntos de estado. Mesmo assim ele estava determinado em dar o seu melhor na situação difícil e representar seu pai o melhor que podia. O rei assumiu um ar de indiferença ao governo e raramente se esforçou para ler os documentos oficiais antes de carimbá-los. Suas funções eram limitadas e se resumiam a visitar o fronte macedônio para levantar a moral das tropas gregas e aliadas. Atenas estava em guerra contra os Impérios Centrais desde a volta de Venizélos ao poder, com os soldados gregos lutando contra a Bulgária no norte.

### Expansão grega

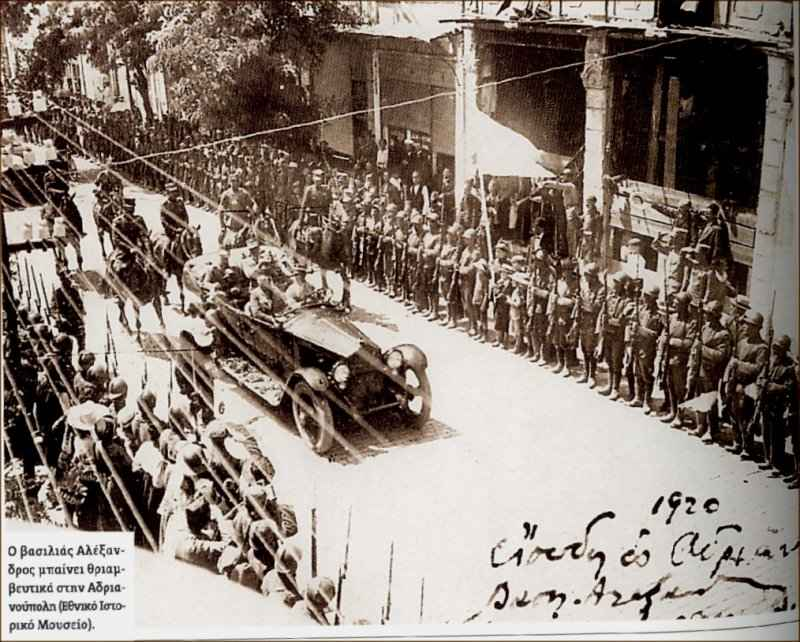
Alexandre entra em Adrianópolis, 12 de julho de 1920.

A Grécia cresceu além de suas fronteiras originais no final da Primeira Guerra Mundial, com os tratados de Neuilly-sur-Seine de 1919 e Sèvres de 1920 confirmando as conquistas territoriais gregas. A maior parte da Trácia (anteriormente dividida entre a Bulgária e o Império Otomano) e várias das Ilhas Egeias (como Gökçeada e Bozcaada) tornaram-se parte da Grécia, enquanto a região de Esmirna, na Jônia, foi colocada sob mandato grego. O reino de Alexandre cresceu em tamanho em um terço. Venizélos participou das negociações de paz em Paris com a Bulgária e o Império Otomano. Ele recebeu uma coroa de louros do rei ao voltar em agosto de 1920 por seus esforços na defesa do panhelenismo.
Mesmo com os ganhos territoriais alcançados na Conferência de Paz de Paris, os gregos ainda tinham esperanças de alcançar a Megáli Idea e anexar Constantinopla e outras grandes áreas otomanas na Anatólia; eles invadiram a região além de Esmirna procurando tomar Ancara, com o objetivo de destruir a resistência liderada por Mustafa Kemal. Assim começou a Guerra Greco-Turca de 1919-22. Apesar dos gregos terem alcançado sucessos militares durante o reinado de Alexandre, eventualmente as forças revolucionárias de Kemal saíram vitoriosas em 1922.

## Casamento

### Controvérsia
Alexandre revelou seu caso com Aspasia Manos para seu pai em 12 de junho de 1917, um dia depois de sua ascensão, pedindo permissão para se casar com ela. Constantino estava relutante em deixar seu filho se casar com uma comum, exigindo que Alexandre esperasse até o final da guerra antes de considerar um casamento, algo que ele concordou. Nos meses seguintes o jovem rei ficou cada vez mais ressentido pela separação de sua família. Suas cartas para parentes foram interceptadas pelo governo e confiscadas. A única fonte de conforto de Alexandre era Aspasia e ele decidiu se casar com ela mesmo com o pedido anterior do pai.
A família real grega era de origem dinamarquesa e germânica, com Constantino e Sofia sendo vistos como muito germânicos pelos apoiadores de Venizélos. Apesar do casamento do rei com uma grega se mostrar uma oportunidade de helenizar a família real e combater as críticas que ela era uma instituição estrangeira, tanto Constantino quanto Venizélos eram contra a união. O segundo temia que que isso daria meios para Alexandre se comunicar com seus parentes no exílio através do coronel Manos e ambos os lados não estavam satisfeitos com o rei se casando com uma comum. Apesar do primeiro-ministro ser amigo de Petros Manos, Venizélos avisou ao rei que se casar com uma comum seria impopular com a população.
O príncipe Artur, Duque de Connaught e Strathearn, visitou Atenas em 1918 para fazer do rei um cavaleiro da Ordem do Banho, e Alexandre temeu que um possível casamento com a princesa Maria do Reino Unido seria discutido como parte de uma tentativa de consolidar a relação anglo-grega. Para seu alívio Artur pediu para conhecer Aspasia e declarou que, se fosse mais jovem, ele mesmo tentaria se casar com ela. Para as potências estrangeiras, principalmente para o embaixador britânico, o casamento era visto como algo positivo. As autoridades britânicas temiam que Alexandre pudesse abdicar para se casar com Aspasia caso a união fosse impedida, querendo evitar que a Grécia se tornasse uma república se isso fosse causar instabilidade ou o aumento da influência francesa aos seus custos.
Os pais de Alexandre não estavam tão felizes com o casamento. Sofia desaprovava o filho se casar com uma comum, enquanto Constantino queria adiar mas estava preparado para ser o padrinho se Alexandre fosse paciente. O rei visitou Paris no final de 1918, criando esperanças na sua família que ele poderia entrar em contato uma vez fora da Grécia. Sofia telefonou para o hotel parisiense onde o filho estava hospedado, porém o ministro que interceptou a ligação a informou que "Sua Majestade sente muito, mas ele não pode responder ao telefone". Alexandre nunca foi informado que sua mãe ligara.

### Escândalo

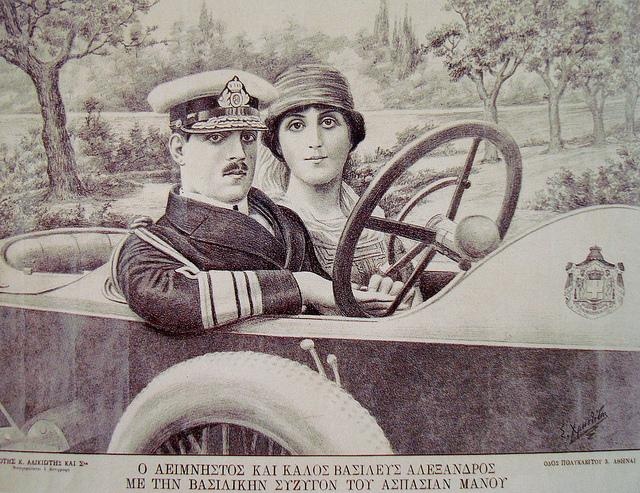
Alexandre e Aspasia no Packard do rei em uma litografia contemporânea.

Com a ajuda de Christo Zalocostas, cunhado de Aspasia, e depois de três tentativas mal sucedidas, o casal eventualmente se casou em uma cerimônia secreta no dia 17 de novembro de 1919 realizada pelo capelão real o arquimandrita Zacaristas. O arquimandrita jurou silêncio porém rapidamente quebrou a promessa ao se confessar com Melétio III, o Arcebispo de Atenas. Os membros da família real tinham direito, de acordo com a constituição, de receber permissão do soberano ou do líder da Igreja Ortodoxa Grega para se casar. Alexandre causou um grande escândalo ao se casar com Aspasia sem a permissão do arcebispo.
Sob a condição de segredo, Venizélos permitiu que Aspasia e sua mãe se mudassem para o Palácio Real mesmo desaprovando a união. Entretanto, a informação vazou e Aspasia foi forçada a deixar a Grécia para fugir do opróbrio público. Ela foi para Roma e depois Paris, onde Alexandre recebeu permissão para encontrá-la seis meses depois sob a condição que os dois não comparecessem a eventos juntos. Em sua lua de mel parisiense, enquanto dirigiam perto de Fontainebleau, o casal testemunhou um sério acidente de carro em que o motorista do conde Alain de Kergariou perdeu o controle do veículo. Alexandre desviou do carro do conde, que derrapou e bateu em uma árvore. O rei levou os feridos em seu próprio carro até o hospital, enquanto Aspasia, uma enfermeira treinada na Primeira Guerra Mundial, fez os primeiros socorros. Kergariou ficou seriamente ferido, teve suas duas pernas amputadas e acabou morrendo pouco depois.
O governo permitiu na metade de 1920 que o casal voltasse para a Grécia. O casamento foi legalizado, porém Aspasia não foi reconhecida como rainha consorte, ao invés disso ficando conhecida como "Madame Manos". Inicialmente ela ficou morando na casa de sua irmã em Atenas e depois se mudou para Tatoi, sendo nesse período que ela engravidou da filha de Alexandre.
O rei visitou os recém adquiridos territórios da Trácia Oriental e o novo nome da principal cidade da região – Alexandrópolis ("cidade de Alexandre" em grego) foi anunciado na sua presença em 8 de julho de 1920. O nome anterior, Dedeagatch, era considerado muito turco. Venizélos anunciou em 7 de setembro uma nova eleição geral para novembro, contando com o apoio adquirido com o Tratado de Sèvres e a expansão do território nacional.

## Morte

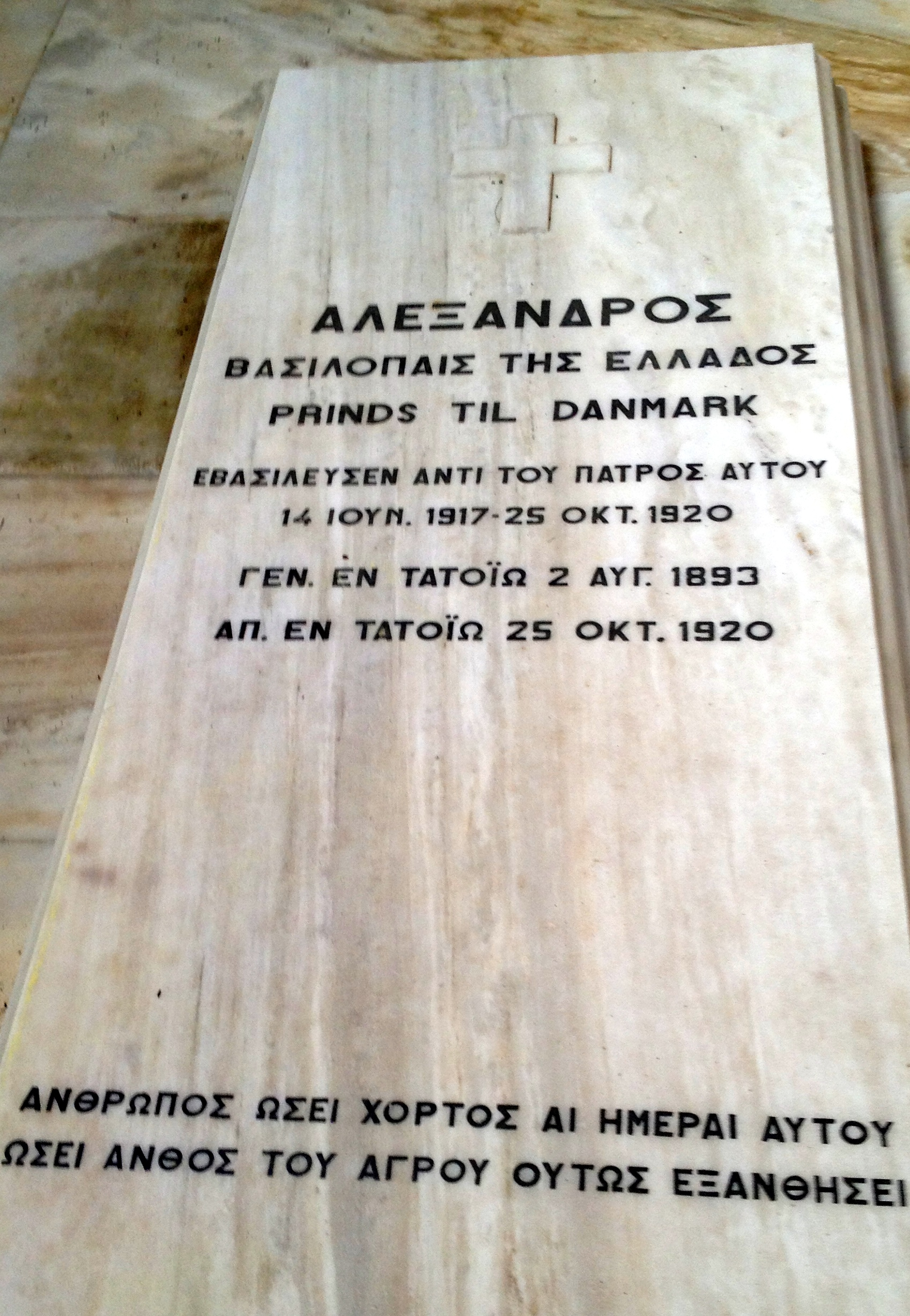
Tumba de Alexandre em Tatoi

Alexandre se machucou em 2 de outubro de 1920 enquanto caminhava pelos terrenos do Palácio de Tatoi. Um macaco-de-gibraltar doméstico que pertencia ao intendente das videiras do palácio atacou ou foi atacado por Fritz, o pastor-alemão do rei, e o monarca tentou separar a briga. Ao fazer isso outro macaco o atacou e o mordeu na perna e no torso. Vários criados chegaram e foram atrás dos macacos (que acabaram sendo sacrificados), com os ferimentos do rei sendo prontamente limpos e fechados, porém não cauterizados. Ele não considerou o incidente sério e pediu para que não fosse divulgado.
Suas feridas infectaram naquela mesma tarde; Alexandre sofreu de febre e sepse. Seus médicos consideraram amputar sua perna, porém nenhum deles queria ser responsabilizado por um ato tão drástico. O rei ficou delirante em 19 de outubro e chamou por sua mãe, porém o governo grego não permitiu que ela voltasse para o país, apesar dos protestos. Finalmente, a rainha Olga, viúva do rei Jorge I, recebeu permissão para voltar a Atenas e ficar com o neto. Entretanto, ela foi atrasada por águas turbulentas e só chegou depois de Alexandre ter morrido de sepse por volta das 4h do dia 25 de outubro de 1920. Os outros membros da família real receberam a notícia por telegrama na noite seguinte.
O corpo de Alexandre foi levado a Catedral Metropolitana de Atenas onde permaneceu até seu funeral no dia 29 de outubro. Mais uma vez a família real não recebeu permissão para voltar, com Olga sendo a única que compareceu (a exceção de Aspasia). Potências internacionais foram representadas por Alexandre, Príncipe Herdeiro da Iugoslávia, junto com sua irmã a princesa Helena, Gustavo Adolfo, Príncipe Herdeiro da Suécia, junto com seu tio o príncipe Eugênio, Duque da Nerícia, e os contra-almirantes George Hope do Reino Unido e Dumesnil da França, além de membros do corpo diplomático em Atenas.
Depois do funeral na catedral o corpo do rei foi enterrado nos terrenos do Palácio de Tatoi. A família real grega nunca considerou como totalmente legítimo o reinado de Alexandre. No cemitério real, enquanto outros monarcas receberam em suas lápides a inscrição de "Rei dos Helenos, Príncipe da Dinamarca", a sua lê "Alexandre, filho do Rei dos Helenos, Príncipe da Dinamarca. Ele governou no lugar de seu pai de 14 de junho de 1917 a 25 de outubro de 1920". De acordo com sua irmã a princesa Helena, esse sentimento de ilegitimidade era compartilhado pelo próprio Alexandre; um sentimento que também ajuda a explicar seu caso com Aspasia.

## Legado
A morte de Alexandre levantou questões sobre a sucessão do trono além da natureza do regime grego. Já que o rei havia contraído um casamento desigual, seus descendentes não podiam entrar na linha de sucessão. O parlamento grego exigiu que Constantino e o príncipe Jorge fossem excluídos da sucessão, mas desejavam preservar a monarquia ao selecionar outro membro da família real como o novo soberano. O ministro grego em Berna agiu sob orientação das autoridades e ofereceu em 29 de outubro o trono ao príncipe Paulo, irmão mais novo de Alexandre. Entretanto, Paulo se recusou a se tornar rei enquanto seu pai e irmão mais velho ainda estivesse vivos, insistindo que nenhum dos dois havia aberto mão de seus direitos e assim ele nunca poderia exercer a soberania legitimamente.
O trono permaneceu vago e as eleições legislativas de 1920 tornaram-se um conflito aberto entre os apoiadores de Venizélos, que eram a favor do republicanismo, e os apoiadores de Constantino. A guerra contra a Turquia se arrastava e os monarquistas acabaram vencendo em 14 de novembro, com Dimítrios Rállis se tornando o primeiro-ministro. Venizélos perdeu seu lugar no parlamento e escolheu deixar a Grécia em exílio. Rállis pediu para a rainha Olga atuar como regente até a volta de Constantino.
Sob o restaurado Constantino, cujo retorno foi amplamente apoiado por um referendo, a Grécia acabou perdendo a Guerra Greco-Turca com grandes perdas militares e civis. O território turco conquistado durante o reinado de Alexandre foi perdido. Historiadores acreditam que a morte de Alexandre no meio das campanhas eleitorais ajudaram a desestabilizar o regime de Venizélos e a consequente perda do apoio Aliado contribuíram para o fracasso das ambições territoriais gregas. Winston Churchill mais tarde escreveu que "talvez não seja exagero afirmar que um quarto de milhão de pessoas morreram desta mordida de macaco".

## Descendência
Alexandra, a única filha de Alexandre com Aspasia Manos, nasceu cinco meses após sua morte. Inicialmente o governo seguiu o pensamento que já que Alexandre havia se casado com Aspasia sem a permissão de seu pai ou da igreja, seu casamento era assim ilegal e que sua filha póstuma era ilegítima. Porém, o parlamento aprovou uma lei em julho de 1922 que permitia que o rei retroativamente reconhecesse casamentos reais em bases não-dinásticas. Constantino reconheceu em setembro o casamento do filho com Aspasia, depois da insistência de Sofia, e lhe concedeu o título de "Princesa Alexandra". Sua filha foi legitimada como uma princesa da Grécia e Dinamarca, posteriormente se casando em 1944 com o rei Pedro II da Iugoslávia. Eles tiveram um filho: Alexandre, Príncipe Herdeiro da Iugoslávia.